# Bener (Kepil)
Bener is een bestuurslaag in het regentschap Wonosobo van de provincie Midden-Java, Indonesië. Bener telt 2987 inwoners (volkstelling 2010).